# Jardín Montano Linasia

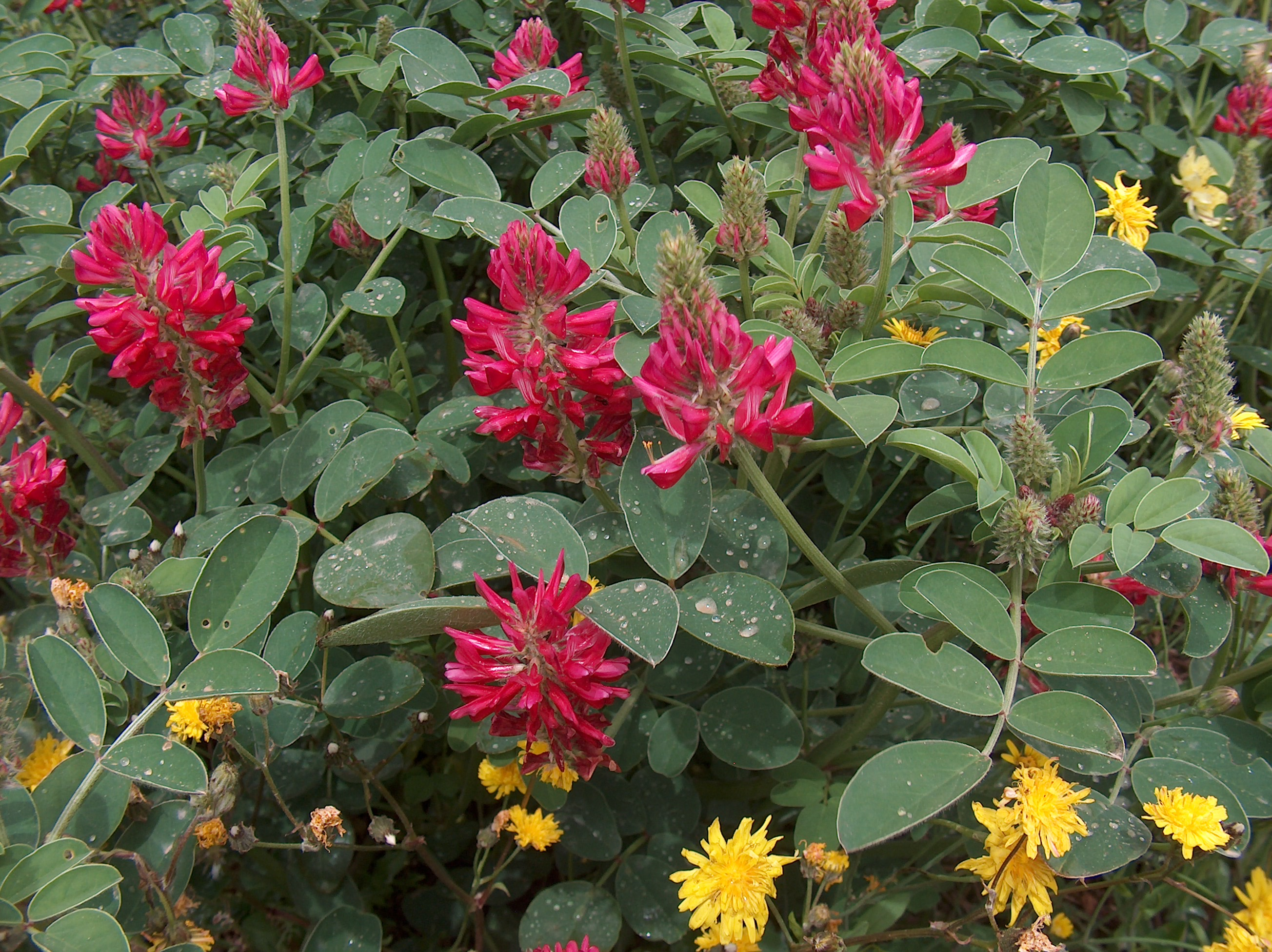
La especie nativa de Cerdeña, Hedysarum coronarium.

El Jardín Montano Linasia (en italiano: Giardino Montano Linasia) es una reserva de naturaleza y jardín botánico de 9,000 m² de extensión, en Iglesias en la isla de Cerdeña.

## Localización
Este jardín se encuentra ubicado a una altitud de 720 m s. n. m., cerca del Monte Linas en San Benedetto.
Giardino Montano Linasia, Iglesias, provincia de Cerdeña del Sur, Cerdegna, Italia.39°19′0″N 8°32′0″E / 39.31667, 8.53333
Los días de apertura dependen de las épocas del año. Se cobra una tarifa de entrada.

## Historia
El jardín fue creado en 1989 por el "Ente Foreste della Sardegna", y abierto al público en 1992 en colaboración con el "Istituto di Botanica dell'Università di Cagliari". 

## Colecciones
Está diseñado en cuatro grandes secciones:
- Área boscosa
- Espacios abiertos
- Vegetación riparia,
- Colección de plantas endémicas,

Todas las plantas están etiquetadas con una placa con el nombre científico y lugar de procedencia. 
El jardín botánico, tiene entre las plantas que incluye unas 60 especies endémicas, además de unas 20 especies de plantas no nativas. Entre las especies endémicas Allium parciflorum, Aquilegia nugorensis, Arenaria balearica, Armeria sulcitana, Arum pictum, Barbarea rupicola, Bellium bellidioides, Bellium crassifolium, Borago pygmaea, Bryonia marmorata, Carlina macrocephala, Centaurea filiformis, Crocus minimus, Cymbalaria aequitriloba, Delphinium pictum, Euphorbia cupanii, Euphorbia hyberna, Galium schmidii, Genista aetnensis, Genista corsica, Genista morisii, Genista valsecchiae, Glechoma sardoa, Helichrysum montelinasanum, Helleborus argutifolius, Hypericoum hircinum, Iberis integerrima, Limonium merxmuelleri, Linaria arcusangeli, Mentha insularis, Mentha requienii, Morisia monantha, Ophrys chestermanii, Ophrys morisii, Orchis mascula, Ornithogalum corsicum, Pancratium illyricum, Plagius flosculosus, Plantago subulata, Polygonum scoparium, Psoralea morisiana, Ptilostemon casabonae, Rhamnus persicifolius, Ribes sandalioticum, Salvia desoleana, Saxifraga cervicornis, Saxifraga corsica, Santolina insularis, Seseli bocconii, Scorzonera callosa, Scrophularia trifoliata, Sesleria insularis, Soleirolia soleirolii, Stachys glutinosa, Stachys corsica, Teucrium subspinosum, Thymus herba, Vinca sardoa, y Viola corsica.